# Пінвейр
Пінвейр (англ. Pinware) — містечко в Канаді, у провінції Ньюфаундленд і Лабрадор.

## Населення
За даними перепису 2016 року, містечко нараховувало 88 осіб, показавши скорочення на 17,8%, порівняно з 2011-м роком. Середня густина населення становила 20,1 осіб/км².
З офіційних мов обидвома одночасно не володів жоден з жителів, тільки англійською — 85.
Працездатне населення становило 36,8% усього населення, усі були зайняті. 100% осіб були найманими працівниками, а 28,6% — самозайнятими.

## Клімат
Середня річна температура становить 0,9°C, середня максимальна – 16,2°C, а середня мінімальна – -18,1°C. Середня річна кількість опадів – 1 050 мм.
| Клімат поселення                              | Клімат поселення | Клімат поселення | Клімат поселення | Клімат поселення | Клімат поселення | Клімат поселення | Клімат поселення | Клімат поселення | Клімат поселення | Клімат поселення | Клімат поселення | Клімат поселення | Клімат поселення |
| Показник                                      | Січ.             | Лют.             | Бер.             | Квіт.            | Трав.            | Черв.            | Лип.             | Серп.            | Вер.             | Жовт.            | Лист.            | Груд.            |                  |
| Середній максимум, °C                         | −7,63            | −6,62            | −1,46            | 4,23             | 9,26             | 14,47            | 15,55            | 16,21            | 12,84            | 7,36             | 1,70             | −4,76            |                  |
| Середня температура, °C                       | −12,89           | −11,87           | −6,72            | −1,02            | 4,00             | 9,22             | 12,45            | 13,10            | 9,72             | 4,27             | −1,4             | −7,84            |                  |
| Середній мінімум, °C                          | −18,14           | −17,12           | −11,98           | −6,27            | −1,25            | 3,96             | 9,34             | 10,02            | 6,64             | 1,16             | −4,49            | −10,95           |                  |
| Норма опадів, мм                              | 92               | 81               | 73               | 55               | 79               | 103              | 105              | 102              | 93               | 94               | 79               | 94               |                  |
| Середньомісячна швидкість вітру, м/с          | 6.54             | 6.38             | 6.38             | 5.90             | 5.17             | 4.96             | 4.57             | 4.71             | 5.41             | 5.84             | 6.29             | 6.78             |                  |
| Середньомісячна сонячна радіація, кДж/м²·день | 3426             | 6517             | 10839            | 14610            | 17125            | 18675            | 18181            | 15041            | 10739            | 6208             | 3486             | 2520             |                  |
| --------------------------------------------- | ---------------- | ---------------- | ---------------- | ---------------- | ---------------- | ---------------- | ---------------- | ---------------- | ---------------- | ---------------- | ---------------- | ---------------- | ---------------- |
| Джерело:                                      |                  |                  |                  |                  |                  |                  |                  |                  |                  |                  |                  |                  |                  |